# Gustav von Sasse
Gustav Ernst Wilhelm Emil Sasse, seit 1896 von Sasse (* 27. September 1824 in Aschersleben; † 12. März 1904 in Berlin-Wilmersdorf) war ein preußischer Generalmajor und Kommandeur der 1. Fußartillerie-Brigade.

## Leben

### Herkunft
Gustav war ein Sohn des preußischen Premierleutnants Johann Friedrich Sasse (1789–1831) und dessen Ehefrau Mathilde, geborene von Seelhorst (1799–1877).

### Militärkarriere
Nach dem Besuch der Bürgerschule in Aschersleben und der Frankeschen Stiftung in Halle (Saale) sowie der Kadettenhäuser in Potsdam und Berlin wurde Sasse am 12. August 1841 als aggregierter Sekondeleutnant der 4. Artilleriebrigade der Preußischen Armee überwiesen. Zur weiteren Ausbildung absolvierte er von Oktober 1842 bis Juni 1844 die Vereinigte Artillerie- und Ingenieurschule. Im Anschluss war er vom 1. Juli bis zum 30. September 1844 zu den Belagerungsübungen nach Stettin kommandiert. Am 12. November 1844 wurde Sasse mit Patent vom 14. Oktober 1841 zum Artillerieoffizier ernannt und einrangiert. Im Jahr 1849 nahm er während der Niederschlagung der Badischen Revolution an den Gefechten bei Ötigheim, am Federbach und der Belagerung von Rastatt teil. Vom 1. Oktober bis zum 1. November 1850 war er für das Armeekorps in Baden zur Erkundungen nach Bayern und Vorarlberg kommandiert. Vom 1. Oktober 1851 bis zum 30. September 1854 besuchte er die Allgemeine Kriegsschule und avancierte Ende Juli 1852 zum Premierleutnant. Anschließend kam er am 1. Juli 1855 als Führer zur Arbeiterabteilung in die Festung Minden. Er wurde dort am 1. Oktober 1857 zum Hauptmann befördert und am 21. April 1859 zum Batteriechef in der 4. Artilleriebrigade ernannt. Am 5. Mai 1866 wurde er Kommandeur der Kolonnenabteilung. Während des Deutschen Krieges kämpfte er in der Schlacht bei Königgrätz.
Mit der Versetzung in das 1. Brandenburgische Artillerie-Regiment erfolgt nach dem Krieg am 23. August 1866 als Major seine Ernennung zum Kommandeur der II. (Fuß-)Abteilung. Daran schloss sich am 16. Oktober 1867 eine Verwendung bei der Garde-Artillerie-Brigade sowie als Artillerieoffizier vom Platz in Wittenberg an. In dieser Eigenschaft stieg Sasse am 26. Juli 1870 zum Oberstleutnant auf und war während des Krieges gegen Frankreich ab dem 9. November 1870 Kommandeur der V. Abteilung der Belagerungsartillerie im Elsass, die bei der Belagerung von Belfort wirkte. Nach dem Vorfrieden kehrte er am 1. April 1871 in seine Friedensstellung nach Wittenberg zurück. Ausgezeichnet mit beiden Klassen des Eisernen Kreuzes wurde er am 18. Oktober 1871 Kommandeur der reitenden Abteilung im 1. Schlesischen Feldartillerie-Regiment Nr. 6. Von dort wurde er am 30. April 1872 als Kommandeur des 1. Badischen Feldartillerie-Regiments Nr. 14 nach Karlsruhe versetzt und am 22. März 1873 zum Oberst befördert. Am 6. Mai 1876 beauftragte man Sasse zunächst mit der Führung der 1. Fußartillerie-Brigade und am 17. Juni 1876 wurde er unter Stellung à la suite des Garde-Fußartillerie-Regiments zum Kommandeur dieser Brigade ernannt. Am 18. Januar 1878 zum Generalmajor befördert, wurde er am 12. Juli 1879 unter Verleihung des Roten Adlerordens II. Klasse mit Eichenlaub mit Pension zur Disposition gestellt.
Nach seinem Abschied wurde er Vorsitzender der Kaiser-Wilhelm-Stiftung für deutsche Invaliden. Er bekam am 18. Januar 1889 noch den Kronen-Orden II. Klasse mit Stern und wurde am 18. Januar 1896 durch Kaiser Wilhelm II. in den erblichen preußischen Adelsstand erhoben. Nach seinem Tod erfolgte am 15. März 1904 seine Beisetzung auf dem Berliner Invalidenfriedhof.

### Familie
Sasse heiratete am 30. Oktober 1856 in Kloster Gröningen Luise Meyer (1832–1919). Das Paar hatte mehrere Kinder:
- Helene (* 1859)
- Walter (* 1869), Hauptmann im 4. Lothringischen Feldartillerie-Regiment Nr. 70 ⚭ 1890 Marie Arnsperger (* 1868)